# Selección femenina de hockey sobre hierba del Reino Unido

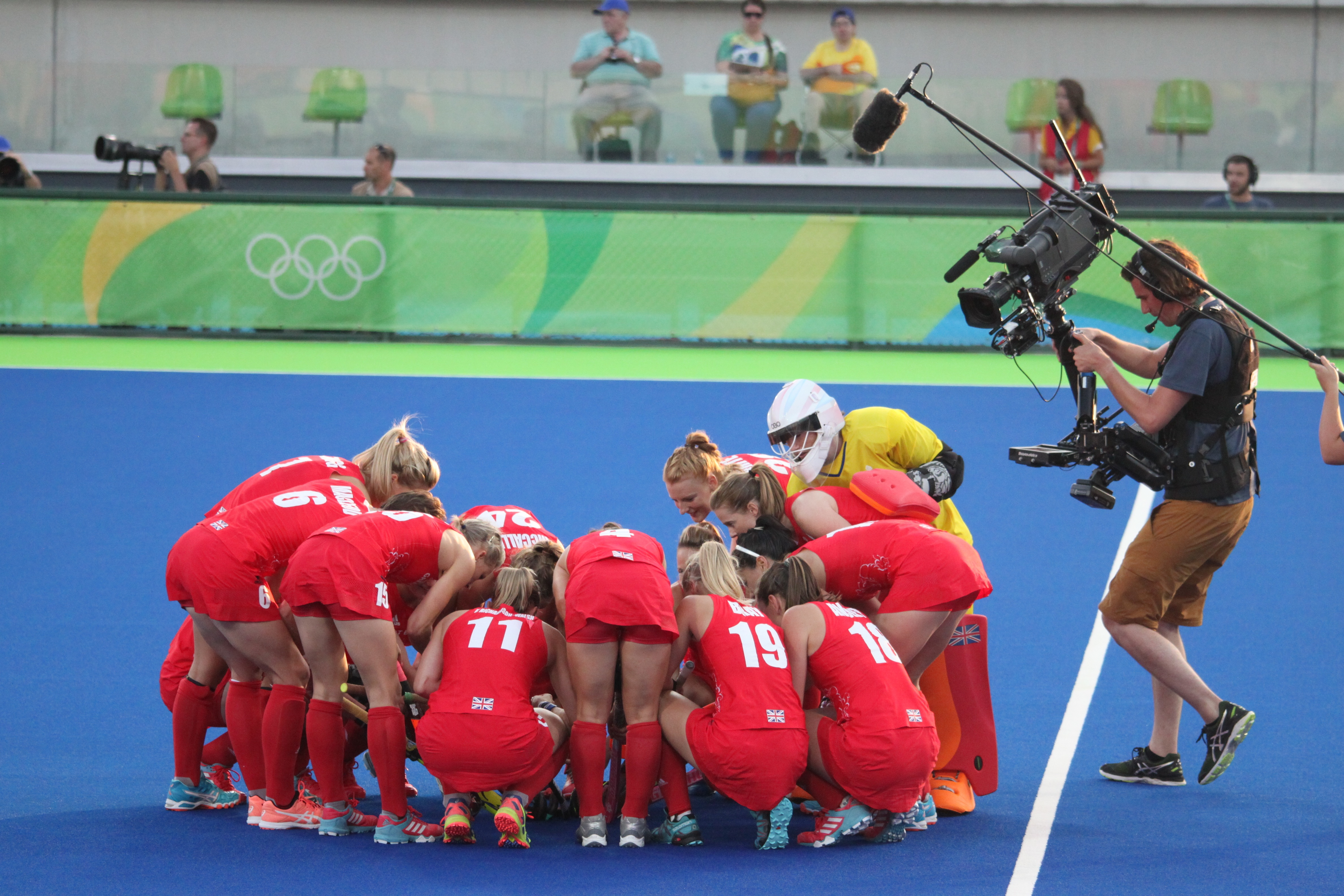
Selección femenina de hockey sobre césped en Río 2016

La Selección femenina de hockey sobre césped de Gran Bretaña es el equipo que representa al Reino Unido en ciertas competiciones internacionales femeninas de hockey sobre césped, como los Juegos Olímpicos.
En otras competiciones, incluyendo la Liga Mundial de Hockey, los Juegos de la Mancomunidad y algunas ediciones del Champions Trophy, los cuatro home nations (países de origen) que conforman el Reino Unido compiten por derecho propio: Inglaterra, Irlanda (incluyendo la República de Irlanda e Irlanda del Norte), Escocia y Gales.
La selección ganó medalla de oro en los Juegos Olímpicos de 2016, bronce en los de 1992 y 2012, y medalla de plata en el Champions Trophy de 2012. 